# Daniel Bueno (ilustrador)
Daniel Bueno é um ilustrador e quadrinista brasileiro. Formou-se na Faculdade de Arquitetura e Urbanismo da Universidade de São Paulo, onde também concluiu mestrado, com a dissertação "O desenho moderno de Saul Steinberg: obra e contexto". Ganhou o Troféu HQ Mix nas categorias Desenhista Revelação (2004), Ilustrador de Livro Infantil (2007 e 2008) e Dissertação de Mestrado (2008).